# Кучкаров, Алимбай
Алимбай Кучкаров (узб. Олимбой Қўчқоров; 15 сентября 1914 года — 10 мая 1960 года) — узбекский советский государственный и партийный деятель, председатель колхоза имени Ленина Янги-Юльского района Ташкентской области, Узбекская ССР. Герой Социалистического Труда (1968). Депутат Верховного Совета Узбекской ССР.

## Биография
Родился в 1914 году (согласно военным документам, по другим сведениям — в 1900 году). В 1935 году окончил рабфак. В 1936 году избран председателем колхоза имени Ленина Янги-Юльского района. В 1937—1938 годах — председатель Ниязбашского сельсовета. С 1938 по 1941 года — заместитель редактора, редактор районной газеты «Янгийўл». В 1939 году вступил в ВКП(б). В 1941—1942 годах — секретарь Янги-Юльского райкома КПУз. В 1942 году призван в ряды Красной Армии. Участвовал в Великой Отечественной войне. Воевал командиром взвода 5-й стрелковой роты 1144 стрелкового полка 340-й Сумско-Киевской Краснознамённой Ордена Кутузова 2 степени стрелковой дивизии 1-й гвардейской Армии 4-го Украинского фронта. Был дважды ранен.
В 1946 году демобилизовался и возвратился в Янги-Юльский район. В 1947 году избран председателем колхоза имени Ленина Янги-Юльского района. Вывел колхоз в число передовых сельскохозяйственных предприятий Ташкентской области. Указом Президиума Верховного Совета СССР от 11 января 1957 года удостоен звания Героя Социалистического Труда с вручением Ордена Ленина и золотой медали Серп и Молот.
Избирался депутатом Верховного Совета Узбекской ССР, депутатом Ташкенского областного Совета народных депутатов, членом Ташкентского обкома КПУз
Скончался в мае 1960 года.

## Награды
- Герой Социалистического Труда
- Орден Ленина
- Орден Красной Звезды (28.04.1945)
- Медаль «За победу над Германией в Великой Отечественной войне 1941—1945 гг.»
- Медаль «За отвагу» (13.01.1945)